# جام یوفا ۰۲–۲۰۰۱
جام یوفا ۰۲–۲۰۰۱، سی و یکمین فصل از جام یوفا، مسابقات فوتبال باشگاهی سطح دوم اروپا بود که توسط یوفا سازماندهی شد و با قهرمانی فاینورد به پایان رسید.